# 오픈넷
오픈넷(Open Net)은 대한민국의 비영리 사단법인이다. 2013년에 설립되었으며, 이사장은 강정수이다. 인터넷의 자유, 개방, 공유를 위한 정책을 도입하는 활동을 전개하고 있다.

## 주요 활동
- 법 개정 운동
- 세미나 개최
- 공익 소송

## 같이 보기
- 오픈웹
- 김기창 (전 이사)
- 박경신 (이사)
- 전길남 (고문)